# Кабаш (Призрен)
Кабаш или Кабаш Коришки (алб. Kabash) је насељено место у општини Призрен на Косову и Метохији. Према попису становништва из 2011. насеље више нема становника.

## Положај
Атар насеља се налази на територији катастарске општине Кабаш површине 725 ha. Да би се јасно разликовало од села Кабаш Хас које је такође у призренској општини често се ово село назива и Кабаш Коришки по оближњем много већем и познатијем селу Кориша.

## Историја
Село Кабаш се у средњем веку звало Свети Петар, по цркви и испосници Светог Петра Коришког. Под тим именом се помиње у даровници српског краља Стефана Уроша Милутина манастиру Хиландару на Светој гори. У другој половини 15. века село се помиње и под именом Петрова Црква.
Крајем 19. века Турци су село званично преименовали у Хамидије по султану Хамиду. Међутим, надвладао је албански назив Кабаш који су селу дали досељени Албанци из истоименог села у Северној Албанији. Осим Испоснице Светог Петра Коришког, у селу се налазе остаци неколико средњовековних српских цркава и сакралних објеката. Црква Пресвете или Пречисте Богородице у народу је познатија као црква Свете Јелене, сестре Петра Коришког. Следећи стопе свога брата, Јелена је дошла да овде такође живи испоснички. Сместила се у испосницу која је удаљена 50м од Петрове, да „може гледати али не и ометати свога брата у подвижништву“. Јелена је умрла пре брата, па ју је Свети Петар Коришки сахранио у њеној испосници и ту подигао цркву њој посвећену.
У Кабашу се још налазе остаци цркве у Лука-махали на источном рубу села, остаци гробљанске цркве и остаци цркве Свете Богородице на брду Чукаљу.
Албанце из околине Скадра, ту су у неприступачној клисури у 19. веку населили Турци. Ови су се показали као велики злочинци, који су злостављали становнике тог краја. Одмах по доласку су затворили све друмове и посветили се пљачки и убијању путника, Срба и Турака. Турска власт није никад успела да их покори, све док 1913. године нису дошли Србијанци. Арнаути су се пред српском силом примирили и престали са праксом, али чекали су прилику да се освете.
Кабашка афера Под тим називом познато је суђење мештанима Кабаша, који су починили нечувено зверство. Већ током Првог светског рата, крајем новембра 1915. године током повлачења Срба према Албанији, извршили су Кобашани покољ. У манастиру Св. Марка Коришког сачекали су једну чету Моравске дивизије, уз коју се нашао и народни збег. Током ноћи су њих 50 мештана Арнаута на челу са Јусуфом Уком су измолили - отели од уморних српских војника оружје, дајући бесу да ће их спровести ка Албанији. Али уместо да испуне дату реч повезали су војнике и сутрадан изјутра опљачкали, мучили и убили - ножем и секиром 180 Срба, које су затим бацили у оближњи кањон. Заклали су том приликом среског начелника Антонијевића, а Ука је силовао његову кћерку Катарину и затим пустио само њу и брата (Мика Антонијевић потоњи народни посланик) да се спасу. Суђено је 1926. године зликовцима Кобашанима за тај злочин; затворени су Јусуф Ука и Адем Рустем са десетак њихових саучесника. Остали, њих 40 под вођством Ибрахима Уке побегли су у Албанију, где су се населили близу југословенске границе. Остаци убијених су сахрањени у децембру 1934.

## Становништво
Према званичним пописима, Кабаш је имао следећи број становника:
| Демографија | Демографија | Демографија |
| Година      | Становника  | Становника  |
| ----------- | ----------- | ----------- |
| 1948.       | 516         |             |
| 1953.       | 585         |             |
| 1961.       | 559         |             |
| 1971.       | 376         |             |
| 1981.       | 8           |             |
| 1991.       | 145         |             |
| 2011.       | 0           |             |